# Apple M4
Apple M4 è una serie di system on a chip (SoC) basati sull'architettura ARM, creata da Apple Inc., fa parte della serie Apple Silicon. Include una central processing unit (CPU), una graphics processing unit (GPU), un Neural Process Unit (NPU - Acceleratore di Intelligenza Artificiale), e un digital signal processor (DSP). Il chip M4 è stato introdotto in Maggio 2024 per iPad Pro di settima generazione, ed è la quarta generazione di M series Apple silicon architecture, successore di Apple M3.

## Progettazione
La serie M4 è costruita sul processo a 3 nanometri di seconda generazione di TSMC e contiene 28 miliardi di transistor.
È il primo SoC di Apple a utilizzare l'architettura CPU ARMv9, più precisamente ARMv9.2a. Supporta lo Scalable Matrix Extension (SME) ma non lo Scalable Vector Extension (SVE). Il compilatore LLVM identifica ufficialmente l’M4 come compatibile con ARMv8.7a.

### CPU
L’M4 base presenta una CPU a 10 core, composta da quattro core ad alte prestazioni e sei core ad alta efficienza (con un core ad alte prestazioni disabilitato nei modelli con binning).
L’M4 Pro arriva fino a una CPU a 14 core, con 10 core ad alte prestazioni e 4 core ad alta efficienza. L’M4 Max raggiunge invece i 16 core, con 2 core ad alte prestazioni in più rispetto all’M4 Pro.

### GPU
L’M4 include una GPU da 8 o 10 core, con accelerazione hardware per il ray tracing, caching dinamico e mesh shading introdotti con l’M3. L’M4 Pro dispone di una GPU fino a 20 core, mentre l’M4 Max arriva fino a 40 core. Apple dichiara che il motore di ray tracing della famiglia M4 è due volte più veloce rispetto a quello dell’M3.

### NPU
Il Neural Engine dell’M4 è stato notevolmente migliorato rispetto al suo predecessore, con una capacità dichiarata di eseguire fino a 38 trilioni di operazioni al secondo, più del doppio rispetto alle prestazioni dichiarate dell’M3. L’NPU dell’M4 è oltre 60 volte più veloce dell’A11 Bionic e circa 3 volte più veloce rispetto all’M1.

### Memoria
L’M4 è dotato di memoria unificata LPDDR5X, con una larghezza di banda di 120GB/sec. Il SoC è disponibile nelle configurazioni da 8GB, 16GB, 24GB e 32GB, con la versione da 8GB esclusiva per l’iPad.
L’M4 Pro è disponibile con un massimo di 64GB di memoria unificata (Mac Mini) e una larghezza di banda di 273GB/sec. L’M4 Max supporta fino a 128GB di memoria unificata, con una larghezza di banda di oltre mezzo terabyte al secondo (546GB/sec).

## Prestazioni
Apple dichiara un incremento fino al 50% nelle prestazioni della CPU e un miglioramento di 4 volte delle prestazioni della GPU dell’M4 rispetto all’M2. L’M4 si posiziona tra i SoC consumer con il punteggio più alto nei benchmark single-core secondo fonti come la suite di benchmarking Geekbench e i benchmark CPU di Passmark Software.
Nel confronto single-core, le prestazioni dell’M4 competono con il Ryzen 7 9700X di AMD e il Core i9-14900K di Intel.
Nel confronto in multithreading, l’M4 offre prestazioni simili all’M3 Pro e compete con processori Intel e AMD come la serie Intel Core Ultra e Ryzen.

## Funzionalità aggiuntive
L'M4 è il primo SoC per iPad a supportare la decodifica hardware accelerata di AV1, oltre alla mesh shading e al ray tracing hardware-accelerati introdotti nei MacBook con l’M3. È stato inoltre implementato un nuovo controller di visualizzazione per supportare il display Tandem OLED dell’iPad Pro (7ª generazione).

## Prodotti che utilizzano la serie Apple M4

### M4
- iPad Pro (7ª generazione)[7]
- iMac (2024)
- Mac Mini (2024)[23]
- MacBook Pro (14", 2024)
- MacBook Air (2025)

### M4 Pro
- Mac Mini (2024)[23]
- MacBook Pro (14" e 16", 2024)

### M4 Max
- MacBook Pro (14" e 16", 2024)
- Mac Studio (2025)

## Varianti
- La tabella sottostante mostra le varianti del SoC nelle varie configurazioni dell'Apple M4 e le loro applicazioni.

| Variante | CPU      | CPU      | GPU   | GPU | GPU  | NPU   | NPU         | Memoria RAM  | Memoria RAM   | Memoria RAM            | Transistor count | TDP (W) | Usato in                                                 |
| Variante | P- cores | E- cores | Cores | EU  | ALU  | Cores | Performance | RAM (MT/s)   | Control- lers | Largezza di banda GB/s | Transistor count | TDP (W) | Usato in                                                 |
| -------- | -------- | -------- | ----- | --- | ---- | ----- | ----------- | ------------ | ------------- | ---------------------- | ---------------- | ------- | -------------------------------------------------------- |
| M4       | 3        | 6        | 10    | 160 | 1280 | 16    | 38 TOPS     | LPDDR5X 7500 | 8             | 120                    | 28 miliardi      | 22      | IPad Pro (256–512GB)                                     |
| M4       | 4        | 6        | 10    | 160 | 1280 | 16    | 38 TOPS     | LPDDR5X 7500 | 8             | 120                    | 28 miliardi      | 22      | IPad Pro (1–2TB), Mac mini, MacBook Pro 14", MacBook Air |
| M4       | 4        | 4        | 8     | 128 | 1024 | 16    | 38 TOPS     | LPDDR5X 7500 | 8             | 120                    | 28 miliardi      | 22      | IMac                                                     |
| M4 Pro   | 8        | 4        | 16    | 256 | 2048 | 16    | 38 TOPS     | LPDDR5X 8533 | 16            | 273                    |                  | 38      | Mac mini, MacBook Pro                                    |
| M4 Pro   | 10       | 4        | 20    | 320 | 2560 | 16    | 38 TOPS     | LPDDR5X 8533 | 16            | 273                    | 46               |         | Mac mini, MacBook Pro                                    |
| M4 Max   | 10       | 4        | 32    | 512 | 4096 | 16    | 38 TOPS     | LPDDR5X 8533 | 24            | 410                    |                  | 62      | MacBook Pro, Mac Studio                                  |
| M4 Max   | 12       | 4        | 40    | 640 | 5120 | 16    | 38 TOPS     | LPDDR5X 8533 | 32            | 546                    |                  | 70      | MacBook Pro, Mac Studio                                  |

### Esplicative
1. ↑  Performance Cores
2. ↑  Efficiency cores
3. ↑  Ogni core GPU ha 16 execution units (EUs) e 128 ALU
4. ↑  Ogni controller di memoria LPDDR5 contiene un canale di memoria a 16-bit, e può accedere fino a 4GiB di memoria.[24]

### Bibliografiche
1. 1 2  (EN) Kif Leswing, Apple announces new iPad Pro with M4, new iPad Air tablets, su CNBC, NBCUniversal, 7 maggio 2024. URL consultato l'8 maggio 2024.
2. ↑  (EN) Tom Warren, Next-gen M4 chips start arriving in Apple devices this year, su The Verge, Vox Media, 7 maggio 2024. URL consultato l'8 maggio 2024.
3. ↑  (EN) Apple introduces M4 chip, su apple.com, Cupertino, CA, Apple Inc., 7 maggio 2024. URL consultato l'8 maggio 2024.
4. 1 2  (EN) Omar Sohail, Apple’s M4 Is Made Using Second-Generation 3nm Process, Sports Higher Core Count, Upgraded Neural Engine; New GPU Supports Mesh Shading And Other Upgrades, su Wccftech, 7 maggio 2024. URL consultato l'11 luglio 2024.
5. ↑   Michael Larabel, Apple M4 Support Added To The LLVM Compiler, Confirming Its ISA Capabilities, su phoronix.com, 15 giugno 2024. URL consultato il 16 giugno 2024.
6. 1 2  (EN) Apple introduces M4 Pro and M4 Max, su Apple Newsroom. URL consultato il 6 marzo 2025.
7. 1 2 3 4   Apple presenta il nuovo iPad Pro con il display più avanzato al mondo, il chip M4 e Apple Pencil Pro, su apple.com, Cupertino, CA, Apple Inc., 7 maggio 2024. URL consultato l'8 maggio 2024.
8. ↑   Introducing TSMC N3E As Seen In Apple M4 SoC | TechInsights, su techinsights.com. URL consultato l'11 luglio 2024.
9. ↑   Apple introduces M4 Pro and M4 Max, su apple.com, Apple Inc., 30 ottobre 2024.
10. ↑  (EN) Apple’s new MacBook Pro features the incredibly powerful M4 family of chips, su apple.com, Cupertino, CA, Apple Inc., 30 ottobre 2024. URL consultato il 10 novembre 2024.
11. ↑   Josh Norem, The Apple M4 Is the New Geekbench Single-Core Performance Champion, su ExtremeTech, Ziff Davis, 10 maggio 2024. URL consultato il 12 maggio 2024.
12. 1 2   Apple M4 10 Core Benchmark, su cpubenchmark.net. URL consultato il 20 ottobre 2024.
13. ↑   Mac15,9 - Geekbench, su browser.geekbench.com. URL consultato il 20 ottobre 2024.
14. ↑   Apple M3 Max 16 Core Benchmark, su cpubenchmark.net. URL consultato il 20 ottobre 2024.
15. ↑   Gigabyte Technology Co., Ltd. X670E AORUS MASTER - Geekbench, su browser.geekbench.com. URL consultato il 20 ottobre 2024.
16. ↑   AMD Ryzen 7 9700X Benchmark, su cpubenchmark.net. URL consultato il 20 ottobre 2024.
17. ↑   ASUS System Product Name - Geekbench, su browser.geekbench.com. URL consultato il 20 ottobre 2024.
18. ↑   Intel Core i9-14900K Benchmark, su cpubenchmark.net. URL consultato il 20 ottobre 2024.
19. ↑   iPad16,6 - Geekbench, su browser.geekbench.com. URL consultato il 20 ottobre 2024.
20. ↑  (EN) Apple M4 (10-Core) vs M3 Pro: performance comparison, su NanoReview.net. URL consultato l'8 marzo 2025.
21. ↑   Benjamin Mayo, iPad Pro with M4 chip boasts impressive performance jump compared to just-released M3 MacBook Air, su 9to5Mac, 11 maggio 2024. URL consultato il 12 maggio 2024.
22. ↑   M4 vs. M3: Quanto sono migliori i nuovi chip di Apple?, su Digital Trends, 9 maggio 2024. URL consultato l'11 luglio 2024.
23. 1 2  (EN) Apple’s all-new Mac mini is more mighty, more mini, and built for Apple Intelligence, su Apple Newsroom. URL consultato il 29 ottobre 2024.
24. 1 2  (EN) iPad Pro - Technical Specifications, su Apple. URL consultato il 9 novembre 2024.